# Gilles Rousset
Pour les articles homonymes, voir Rousset.
Gilles Rousset, né le 22 août 1963 à Hyères, est un footballeur international français évoluant au poste de gardien de but devenu entraîneur.

## Biographie
Formé au FC Sochaux, il débute en Division 1 en 1982-1983. Doublure d'Albert Rust, il devient titulaire au début de la saison 1987-1988, lorsque Albert Rust part pour le Montpellier HSC, à la suite de la relégation du club sochalien en Division 2. La saison 1987-1988 du club franc-comtois est mémorable : ils remontent immédiatement en Division 1 avec seulement deux défaites au compteur et perdent la finale de la Coupe de France aux tirs au but contre le FC Metz. Avec cette génération dorée, Sochaux joue les premiers rôles jusqu'en 1990 et ainsi, Gilles Rousset découvre la Coupe UEFA.
Il part à l'Olympique lyonnais en 1990, il effectue alors trois saisons pleines avec au passage une nouvelle participation à la Coupe UEFA, mais une nouvelle fois stoppée dès les seizièmes de finale, comme avec le FC Sochaux et une participation à l'Euro 1992, comme doublure de Bruno Martini. S'ensuivent, de 1993 à 1995, deux saisons plus anecdotiques, d'abord à l'Olympique de Marseille, comme doublure de Fabien Barthez, puis au Stade rennais.
Il part ensuite en Écosse, à Heart of Midlothian, où il gagne son premier et seul titre avec la Coupe d'Écosse en 1998. À la suite de sa carrière, il devient notamment entraîneur des gardiens des équipes de jeunes à l'Olympique lyonnais.

## Carrière de joueur
- 1982-1990 :  FC Sochaux, 100 matchs en Division 1
- 1990-1993 :  Olympique lyonnais, 98 matchs en Division 1
- 1993-1994 :  Olympique de Marseille, 0 match en Division 1
- 1994-1995 :  Stade rennais, 22 matchs en Division 1
- 1995-2001 :  Heart of Midlothian, 132 matchs en Scottish League[1]

## Palmarès

### En club
- Vainqueur de la Coupe d'Écosse en 1998 avec Heart of Midlothian
- Finaliste de la Coupe de France en 1988 avec le FC Sochaux
- Finaliste de la Coupe d'Écosse en 1996 avec Heart of Midlothian
- Finaliste de la Coupe de la ligue d'Écosse en 1997 avec Heart of Midlothian
- Vainqueur de la Coupe Gambardella en 1983 avec le FC Sochaux

### En équipe de France
- 2 sélections entre 1990 et 1992
- Vainqueur du Tournoi du Koweït en 1990

## Statistiques
- 220 matchs en Division 1
- 132 matchs en Scottish Premier League

### Matchs internationaux
| # | Date            | Lieu                                                | Adversaire | Résultat | Compétition       | Notes      |
| - | --------------- | --------------------------------------------------- | ---------- | -------- | ----------------- | ---------- |
| 1 | 21 janvier 1990 | Stade Al-Sadaqua Walsalam (en), Koweït City, Koweït | Koweït     | V 1 - 0  | Tournoi du Koweït | Titulaire. |
| 2 | 19 février 1992 | Stade de Wembley, Londres, Angleterre               | Angleterre | D 0 - 2  | Match amical      | Titulaire. |